# Bojno (miejscowość)
Bojno (bułg. Бойно) – wieś w południowej Bułgarii, w obwodzie Kyrdżali, w gminie Kyrdżali. Według danych Narodowego Instytutu Statystycznego, 31 grudnia 2011 roku wieś liczyła 342 mieszkańców.